# Kinner R-5
 (avril 2025).
Si vous disposez d'ouvrages ou d'articles de référence ou si vous connaissez des sites web de qualité traitant du thème abordé ici, merci de compléter l'article en donnant les références utiles à sa vérifiabilité et en les liant à la section « Notes et références ».
Le Kinner R-5 était un moteur cinq cylindres en étoile américain pour avions légers et avions de sport des années 1930. 

## Conception et développement
La R-5 est un développement du B-5 avec un peu plus de puissance et de plus grandes dimensions. Le principal changement est l'augmentation de l'alésage de 117 mm à 127 mm et une augmentation de la course du piston de 133.3 mm à 139.7 mm. Cela a conduit à une augmentation correspondante de la cylindrée de 7,2 litres (441 ci) à 8,8 litres (540 ci). Le R-5 était un moteur rustique mais fiable qui fut produit avec ses dérivés à des milliers d'exemplaires, propulsant un grand nombre d'avions d'entrainement de la Seconde Guerre mondiale, sa désignation militaire était R-440.

## Applications
- Fleet Finch Model R
- Kinner Sportwing
- Kinner Playboy
- Meyers OTW
- N2T Tuteur
- Ryan PT-22 Recruter

## Variantes
R-5
R-53
R-55
R-56

## Spécifications (Kinner R-5)

### Caractéristiques générales
- Type: cinq cylindres, refroidis par air, en étoile
- Alésage: 5 in (127 mm)
- Course: 5  1⁄2 in (139.7 mm)
- Cylindrée: 3540 ci (8.85 L)
- Longueur: 32.3in (820.4 mm)
- Hauteur: 45.6in (1,157 mm)
- Masse à vide: 330lb (149.6 kg)

### Composants
- Distribution: 1 soupape d'injection et 1 soupape d'échappement par cylindre
- Injection: 1 Carburateur Stromberg
- Carburant: 73 Octane
- Lubrification: carter sec
- Système de refroidissement: Air

### Performances
- Puissance: 160 ch à 1 850 tr/min max / 113 ch à 1 800 tr/min en croisière
- Taux de compression: 5.50:1
- Rapport poids-puissance: 0.48 ch/lb en croisière